# Sangalopsis paterna
Sangalopsis paterna är en fjärilsart som beskrevs av Druce 1885. Sangalopsis paterna ingår i släktet Sangalopsis och familjen mätare. Inga underarter finns listade.